# Хван, Сергей Григорьевич
Сергей Григорьевич Хван (1916 год, село Ново-Киевское, Приморская область — 1983 год, Алма-Ата) — колхозник, Герой Социалистического Труда (1957).

## Биография
Родился в 1916 году в селе Ново-Киевское Приморской области (ныне — Краскино в Хасанском районе, Приморский край). Этнический кореец. В 1931 году вступил в колхоз имени Морфлота. Позднее работал в колхозе «Дальний Восток». Во время депортации корейцев был выслан в Южно-Казахстанскую область Казахской ССР.
В 1944 году назначен председателем колхоза «Путь к коммунизму» Ильичёвского района Талды-Курганской области. Вывел это предприятие в число передовых хозяйств. За эффективное руководство был награждён орденом Ленина и орденом Трудового Красного Знамени.
В 1950 году колхоз переехал в Южно-Казахстанскую область и стал заниматься выращиванием хлопка. В первый год освоения новых земель колхоз получил по 26 центнеров хлопка-сырца с каждого гектара. В 1952 году урожайность хлопка составила 26 центнеров с гектара. В 1956 году урожайность достигла 41 ц/га. Указом Президиума Верховного Совета СССР от 8 июня 1957 года «за выдающиеся успехи, достигнутые в деле развития советского хлопководства, широкое применение достижений науки и передового опыта в возделывании хлопчатника и получение высоких урожаев хлопка-сырца» удостоен звания Героя Социалистического Труда с вручением ордена Ленина и золотой медали «Серп и Молот».
С 1961 года управляющий Алма-Атинским плодово-ягодным комбинатом и председатель колхоза «Заря коммунизма» Талды-Курганской области. С 1966 года директор рисоводческого совхоза «Бах-Бахтинский» Алма-Атинской области.

## Награды
- Герой Социалистического Труда — указом Президиума Верховного Совета СССР от 8 июня 1957 года;
- Два ордена Ленина (06.06.1949, 08.06.1957);
- Два ордена Трудового Красного Знамени (29.03.1948, 08.04.1971);
- Медали.